# Carlos Queiroz
Carlos Queiroz (sinh ngày 1 tháng 3 năm 1953) là một cựu cầu thủ và huấn luyện viên bóng đá người Bồ Đào Nha. Trước đây, ông từng dẫn dắt các đội tuyển quốc gia Bồ Đào Nha (1991–1993, 2008–2010), Các Tiểu vương quốc Ả Rập Thống nhất (1998–1999), Nam Phi (2000–2002), Iran (2011–2019, 2022), Colombia (2019–2020) và Ai Cập (2021–2022). Ông cũng từng là huấn luyện viên trưởng của các câu lạc bộ Sporting CP (1994–1996), NY/NJ MetroStars (1996), Nagoya Grampus Eight (1996–1997) và Real Madrid (2003–2004). Ông có 2 nhiệm kỳ làm trợ lý huấn luyện viên Alex Ferguson tại Manchester United (2002–2003, 2004–2008)